# Good Luck Charlie
Good Luck Charlie là một bộ phim hài kịch tình huống của Hoa Kỳ phát sóng trên kênh Disney Channel xuyên suốt bốn năm từ 2010 đến 2014. Hai nhà sáng lập Phil Baker và Drew Vaupen mong muốn tạo ra một chương trình thu hút mọi đối tượng người xem chứ không chỉ dành riêng cho trẻ em. Phim thuật lại hàng loạt tình huống hài hước mà gia đình Duncan sống ở thành phố Denver cùng năm người con phải trải qua, đặc biệt là đứa em út mới 9 tháng tuổi Charlotte "Charlie" (Mia Talerico). Trong mỗi tập, cô chị Teddy Duncan (Bridgit Mendler) thường tạo ra cuốn nhật ký video bao gồm lời khuyên dành cho Charlie về gia đình và đường đời của một thiếu niên sẽ như thế nào. Teddy cố gắng cho em mình thấy những gì cô đã trải qua khi trưởng thành để bé rút kinh nghiệm sau này. Cuối đoạn băng thường được Teddy (hoặc một thành viên khác trong nhà, kể cả Charlie) kết thúc bằng câu: "Good Luck Charlie".
Với hàng loạt những ý kiến trái chiều của đội ngũ làm phim, các nhà điều hành cuối cùng quyết định sử dụng bối cảnh lấy người lớn làm trung tâm, đồng thời sửa tiêu đề loạt phim từ Oops sang Love, Teddy và cuối cùng thay đổi thành Good Luck Charlie nhằm đảm bảo series sẽ thu hút tất cả mọi đối tượng theo dõi. Dự án công chiếu lần đầu trên Disney Channel Hoa Kỳ vào ngày 4 tháng 4 năm 2010. Phiên bản điện ảnh về chủ đề giáng sinh dựa trên loạt phim mang tên Good Luck Charlie, It's Christmas! ra mắt vào cuối năm 2011. Đến ngày 16 tháng 2 năm 2014, tác phẩm chính thức khép lại với tổng cộng 97 tập trình chiếu liên tục gần bốn năm. Ngoài ra, bản chuyển thể từ Ấn Độ có tựa đề Best of Luck Nikki cũng đã được trình làng lần đầu trên Disney Channel India.
Về phía chuyên môn, series nhận được phản hồi tính cực từ các nhà phê bình và đây cũng chính là sitcom đầu tiên của Disney mạnh dạn đưa hình ảnh một cặp đồng tính nữ đã kết hôn lên màn ảnh bất chấp những tranh cãi xung quanh chủ đề nhạy cảm này tại thời điểm đó. Good Luck Charlie góp mặt vào hàng loạt danh sách xuất sắc nhất của mùa giải truyền hình thiếu nhi, trong đó nổi bật nhất là ba đề cử Giải Emmy Giờ Vàng và chiến thắng liên tiếp hai lần hạng mục bình chọn Giải Thưởng Dành Cho Trẻ Em Của Học Viện Vương Quốc Anh.

## Tiền đề
Lấy bối cảnh ở Denver, Colorado, loạt phim kể về gia đình Duncan đang tất bật chuẩn bị cho sự ra đời của đứa con thứ tư, Charlotte "Charlie" Duncan (Mia Talerico). Khi bà mẹ Amy (Leigh-Allyn Baker), một y tá và ông bố Bob (Eric Allan Kramer), một kỹ thuật viên kiểm soát côn trùng trở lại làm việc, họ yêu cầu ba đứa con lớn trong nhà — PJ (Jason Dolley), Teddy (Bridgit Mendler) và Gabe (Bradley Steven Perry) phải trông coi em gái. Cực chẳng đã, cả ba nhân vật này còn phải tiếp tục đối phó với những thách thức ở trường học và ngoài xã hội trong cuộc sống của họ.
Các sự kiện mỗi tập trở thành nguồn tư liệu cho cuốn nhật ký tự quay mà cô chị cả làm cho Charlie. Teddy hy vọng video sẽ mang đến những lời khuyên hữu ích cho em gái sau khi cả hai đã trưởng thành và Teddy dọn ra ở riêng. Cuối mỗi video, cô (và/hoặc các diễn viên khác) đều kết thúc bằng câu: "Good luck, Charlie" hoặc thậm chí có thể đồng thanh gián tiếp hô "Wish them good luck, Charlie." Trong phim, Amy tiết lộ với Teddy rằng bà đang mang thai đứa con thứ năm, nhưng cốt truyện này không được đưa vào phim mãi cho đến phần ba, cuối cùng đại gia đình chính thức chào đón thêm một bé trai (Toby).

## Diễn viên

Dàn diễn viên phần bốn của Good Luck Charlie (gia đình Duncan, từ trái sang phải), Mia Talerico vai Charlie Duncan, Bradley Steven Perry vai Gabe Duncan, Bridgit Mendler vai Teddy Duncan, Leigh-Allyn Baker vai Amy Duncan, Jason Dolley vai PJ Duncan, Eric Allan Kramer vai Bob Duncan và cuối cùng là Logan Moreau vai Toby Duncan

### Vai chính
- Teddy Duncan (Bridgit Mendler), chị gái duy nhất của Charlie và là con thứ trong gia đình Duncan. Cảm thấy không thể ở bên cạnh Charlie nhiều khi em mình lớn lên, cô thường tạo ra video nhật ký với hy vọng có thể đưa cho bé lời khuyên hữu ích sau này. Cuối mỗi đoạn phim thường kết thúc bằng câu "Good luck Charlie". Teddy xinh đẹp, thông minh, luôn quan tâm đến gia đình, bạn bè và sở hữu biệt tài hàn gắn các mối quan hệ. Cô hẹn hò với Spencer Walsh trong mùa đầu nhưng chuyện tình cặp đôi hợp tan liên tục. Cuối mùa bốn, Teddy đã giành được học bổng vào đại học Yale và quay trở lại với bạn trai trong tập cuối.
- Amy Duncan (nhũ danh Blankenhooper) (Leigh-Allyn Baker), vợ Bob và là mẹ của năm đứa con PJ, Teddy, Gabe, Charlie và Toby. Cô làm y tá trong bệnh viện và thường được miêu tả là người biết kính trọng, bảo vệ và hài hước. Trong phiên bản điện ảnh, thông tin tiết lộ cho thấy cô đang mang thai đứa con thứ năm (Toby). Amy rất thương con, luôn chăm chút cho tổ ấm nhưng đôi lúc cũng khá kiêu ngạo và thích nổi tiếng. Đến tập cuối, cô được chọn làm người dẫn chương trình bản tin "Good Morning Denver".
- Gabe Duncan (Bradley Steven Perry), con giữa nhà Duncan, vừa là em trai của Teddy và PJ vừa là anh trai của Charlie và Toby. Cậu là một kẻ nghịch ngợm, thích chơi khăm và hay gây rối đặc biệt là với bà hàng xóm Dabney, cả hai được xem là kẻ thù không đội trời chung của nhau. Trớ trêu thay bạn gái của Gabe lại là Laura, cháu gái Dabney. Cậu đã từng cố gây ấn tượng với một cô gái bằng cách làm đoạn video cho em trai Toby và kết thúc bằng câu "Good Fortune, Toby!".
- Charlie Duncan (Mia Talerico), nhân vật tiêu đề và là con kế út của nhà Duncan. Bé thường được mô tả là một đứa trẻ vui vẻ nhưng đôi khi cũng khá tinh nghịch. Nhiều cuộc phiêu lưu của gia đình Duncan đều xoay quanh Charlie.
- Bob Duncan (Eric Allan Kramer), cha của năm đứa con Teddy, PJ, Gabe, Charlie, Toby và là chồng của Amy Duncan. Bob sở hữu thân hình to lớn và làm chủ công ty "Bob's Bugs Be Gone" chuyên diệt các loài gây hại.
- PJ Duncan (Jason Dolley), con trai cả gia đình Duncan. PJ và Teddy thường xuyên to tiếng nhưng họ lại khá quan tâm đến nhau. Mặc dù là anh của năm đứa em nhưng PJ thường tỏ ra vụng về, bất cẩn và trẻ con. Tuy nhiên trong nhiều trường hợp, anh cũng được biết đến là người tháo vát, sáng tạo, thông minh và đặc biệt là khả năng nấu ăn giỏi. PJ và bạn thân Emmett thành lập ban nhạc riêng mang tên "PJ and the Vibe".

### Vai định kỳ
- Ivy Wentz (Raven Goodwin), bạn thân nhất của Teddy và thường dành phần lớn thời gian tại dinh thự Duncan. Thực tế cô và Teddy như hai chị em vì họ đã biết nhau từ khi còn là những đứa trẻ.
- Spencer Walsh (Shane Harper), bạn trai tan hợp liên tục của Teddy trong suốt bộ phim, anh bắt đầu hẹn hò cùng bạn gái ở mùa đầu tiên.
- Emmett Heglin (Micah Stephen Williams), bạn thân nhất của PJ, họ có cùng quan điểm nhưng thường xuyên tranh cãi. Anh phải lòng Teddy từ năm 9 tuổi nhưng liên tục bị từ chối. Emmett đệm trống cho PJ trong ban nhạc "PJ and the Vibe" của hai người.
- Mrs. Dabney (Patricia Belcher), người hàng xóm nghiêm khắc và cau có của gia đình Duncan, bà thường nghi ngờ Gabe vì những trò đùa nghịch và gây rối của cậu.
- Debbie Dooley (Ericka Kreutz), hàng xóm của gia đình Duncans nói giọng vùng Thượng Trung Tây rất nặng.
- Beau Landry (Luke Benward), bạn trai sau này của Teddy làm việc cho công ty của Bob sau khi chuyển đến từ Tennessee.
- Jo Keener (G. Hannelius), cô bé tomboy từ kẻ bắt nạt trở thành bạn của Gabe.
- Mary Lou Wentz (Ellia English), mẹ của Ivy Wentz và là bạn của Amy Duncan.
- Harry Wentz (William Allen Young), chồng của Mary Lou Wentz và là cha của Ivy Wentz.
- Skyler (Samantha Boscarino), bạn của Teddy và cũng là bạn gái của PJ.
- Jake (Tucker Albrizzi), cậu bạn não rỗng tuếch của Gabe.
- Toby Duncan (Logan Moreau), người con thứ năm và em út của gia đình Duncan.
- Karen (Brooke Dillman), sếp của Amy tại bệnh viện, hai người có mối quan hệ thù địch.
- Vern Hardy (Frank Collison), nhân viên tại công ty Bob's Bugs Be Gone và là bạn của Bob. Tại nơi làm việc, Bob thường hay kể cho Vern nghe về gia đình anh. Trong tập phim Rat-A-Teddy, Vern nghỉ việc và thành lập công ty diệt bọ của riêng mình.

## Tập phim

### Tổng quan
| Mùa | Mùa      | Số tập   | Số tập   | Phát sóng gốc       | Phát sóng gốc        |
| Mùa | Mùa      | Số tập   | Số tập   | Phát sóng lần đầu   | Phát sóng lần cuối   |
| --- | -------- | -------- | -------- | ------------------- | -------------------- |
|     | 1        | 26       | 26       | 4 tháng 4 năm 2010  | 30 tháng 1 năm 2011  |
|     | 2        | 30       | 30       | 20 tháng 2 năm 2011 | 27 tháng 11 năm 2011 |
|     | Điện Ảnh | Điện Ảnh | Điện Ảnh | 2 tháng 12 năm 2011 | 2 tháng 12 năm 2011  |
|     | 3        | 21       | 21       | 6 tháng 5 năm 2012  | 20 tháng 1 năm 2013  |
|     | 4        | 20       | 20       | 28 tháng 4 năm 2013 | 16 tháng 2 năm 2014  |

### Mùa 1 (2010–11)
| TT. tổng thể | TT. trong mùa phim | Tiêu đề                          | Đạo diễn         | Biên kịch                        | Ngày phát hành gốc   | Mã sản xuất | Người xem tại tại Mỹ (triệu) |
| ------------ | ------------------ | -------------------------------- | ---------------- | -------------------------------- | -------------------- | ----------- | ---------------------------- |
| 1            | 1                  | "Study Date"                     | Shelley Jensen   | Drew Vaupen & Phil Baker         | 4 tháng 4 năm 2010   | 101         | 4.7                          |
| 2            | 2                  | "Baby Come Back"                 | Shelley Jensen   | Dan Staley                       | 11 tháng 4 năm 2010  | 102         | 3.8                          |
| 3            | 3                  | "The Curious Case of Mr. Dabney" | Eric Dean Seaton | Christopher Vane                 | 18 tháng 4 năm 2010  | 106         | 4.1                          |
| 4            | 4                  | "Double Whammy"                  | Eric Dean Seaton | Erika Kaestle & Patrick McCarthy | 25 tháng 4 năm 2010  | 104         | N/A                          |
| 5            | 5                  | "Dance Off"                      | Eric Dean Seaton | Christopher Vane                 | 2 tháng 5 năm 2010   | 108         | 3.6                          |
| 6            | 6                  | "Charlie Did It!"                | Adam Weissman    | Jim Gerkin                       | 9 tháng 5 năm 2010   | 107         | 3.9                          |
| 7            | 7                  | "Butt Dialing Duncans"           | Bob Koherr       | Jim Gerkin                       | 16 tháng 5 năm 2010  | 118         | 3.7                          |
| 8            | 8                  | "Charlie is 1"                   | Adam Weissman    | Andrew Orenstein                 | 23 tháng 5 năm 2010  | 110         | 3.7                          |
| 9            | 9                  | "Up a Tree"                      | Eric Dean Seaton | Erika Kaestle & Patrick McCarthy | 6 tháng 6 năm 2010   | 105         | 2.9                          |
| 10           | 10                 | "Take Mel Out to the Ball Game"  | Eric Dean Seaton | Andrew Orenstein                 | 13 tháng 6 năm 2010  | 103         | 3.5                          |
| 11           | 11                 | "Boys Meet Girls"                | Eric Dean Seaton | Phil Baker & Drew Vaupen         | 27 tháng 6 năm 2010  | 109         | 3.2                          |
| 12           | 12                 | "Kit and Kaboodle"               | Bob Koherr       | Drew Vaupen & Phil Baker         | 11 tháng 7 năm 2010  | 111         | 5.0                          |
| 13           | 13                 | "Teddy's Little Helper"          | Bob Koherr       | Michael Fitzpatrick              | 1 tháng 8 năm 2010   | 112         | 5.0                          |
| 14           | 14                 | "Blankie Go Bye-Bye"             | Bob Koherr       | Jim Gerkin                       | 15 tháng 8 năm 2010  | 113         | N/A                          |
| 15           | 15                 | "Charlie Goes Viral"             | Eric Dean Seaton | Erika Kaestle & Patrick McCarthy | 29 tháng 8 năm 2010  | 114         | 4.3                          |
| 16           | 16                 | "Duncan's Got Talent"            | Eric Dean Seaton | Phil Baker & Drew Vaupen         | 12 tháng 9 năm 2010  | 115         | 3.8                          |
| 17           | 17                 | "Kwikki Chick"                   | Eric Dean Seaton | Dan Staley                       | 19 tháng 9 năm 2010  | 116         | 3.0                          |
| 18           | 18                 | "Charlie in Charge"              | Bob Koherr       | Phil Baker & Drew Vaupen         | 17 tháng 10 năm 2010 | 123         | 3.8                          |
| 19           | 19                 | "Sleepless in Denver"            | Adam Weissman    | Jim Gerkin                       | 24 tháng 10 năm 2010 | 125         | N/A                          |
| 20           | 20                 | "Girl Bites Dog"                 | Eric Dean Seaton | Christopher Vane                 | 14 tháng 11 năm 2010 | 117         | 3.9                          |
| 21           | 21                 | "Teddy's Broken Heart Club Band" | Adam Weissman    | Michael Fitzpatrick              | 21 tháng 11 năm 2010 | 119         | 4.1                          |
| 22           | 22                 | "Teddy Rebounds"                 | Eric Dean Seaton | Phil Baker & Drew Vaupen         | 28 tháng 11 năm 2010 | 120         | 3.7                          |
| 23           | 23                 | "Pushing Buttons"                | Adam Weissman    | Phil Baker & Drew Vaupen         | 12 tháng 12 năm 2010 | 124         | 3.4                          |
| 24           | 24                 | "Snow Show" (Part 1)             | Shelley Jensen   | Erika Kaestle & Patrick McCarthy | 16 tháng 1 năm 2011  | 121         | 7.2                          |
| 25           | 25                 | "Snow Show" (Part 2)             | Joel Zwick       | Christopher Vane                 | 23 tháng 1 năm 2011  | 122         | 4.3                          |
| 26           | 26                 | "Driving Mrs. Dabney"            | Bob Koherr       | Dan Staley                       | 30 tháng 1 năm 2011  | 126         | 3.7                          |

### Mùa 2 (2011)
| TT. tổng thể | TT. trong mùa phim | Tiêu đề                              | Đạo diễn       | Biên kịch                        | Ngày phát hành gốc   | Mã sản xuất | Người xem tại tại Mỹ (triệu) |
| ------------ | ------------------ | ------------------------------------ | -------------- | -------------------------------- | -------------------- | ----------- | ---------------------------- |
| 27           | 1                  | "Charlie is 2"                       | Bob Koherr     | Erika Kaestle & Patrick McCarthy | 20 tháng 2 năm 2011  | 202         | 4.2                          |
| 28           | 2                  | "Something's Fishy"                  | Bob Koherr     | Christopher Vane                 | 27 tháng 2 năm 2011  | 203         | 3.4                          |
| 29           | 3                  | "Let's Potty"                        | Bob Koherr     | Phil Baker & Drew Vaupen         | 6 tháng 3 năm 2011   | 201         | 4.1                          |
| 30           | 4                  | "Appy Days"                          | Bob Koherr     | Drew Vaupen & Phil Baker         | 13 tháng 3 năm 2011  | 208         | 3.1                          |
| 31           | 5                  | "Duncan vs. Duncan"                  | Tommy Thompson | Dan Staley                       | 20 tháng 3 năm 2011  | 204         | 3.3                          |
| 32           | 6                  | "L.A.R.P. in the Park"               | Bob Koherr     | Ellen Byron & Lissa Kapstrom     | 27 tháng 3 năm 2011  | 206         | 3.7                          |
| 33           | 7                  | "Battle of the Bands"                | Bob Koherr     | Tom Anderson                     | 3 tháng 4 năm 2011   | 209         | 2.8                          |
| 34           | 8                  | "The Singin' Dancin' Duncans"        | Bob Koherr     | Jim Gerkin                       | 10 tháng 4 năm 2011  | 205         | 3.5                          |
| 35           | 9                  | "Teddy's Bear"                       | Bob Koherr     | Christopher Vane                 | 15 tháng 4 năm 2011  | 210         | 3.6                          |
| 36           | 10                 | "Meet the Parents"                   | Bob Koherr     | Erika Kaestle & Patrick McCarthy | 1 tháng 5 năm 2011   | 211         | 3.2                          |
| 37           | 11                 | "Gabe's 12 1/2 Birthday"             | Bob Koherr     | Jim Gerkin                       | 8 tháng 5 năm 2011   | 212         | N/A                          |
| 38           | 12                 | "The Break Up"                       | Bob Koherr     | Phil Baker & Drew Vaupen         | 15 tháng 5 năm 2011  | 213         | N/A                          |
| 39           | 13                 | "Charlie Shakes it Up"               | Joel Zwick     | Christopher Vane                 | 5 tháng 6 năm 2011   | 215         | 4.0                          |
| 40           | 14                 | "Baby's New Shoes"                   | Bob Koherr     | Ellen Byron & Lissa Kapstrom     | 12 tháng 6 năm 2011  | 207         | 3.1                          |
| 41           | 15                 | "Bye Bye Video Diary"                | Phill Lewis    | Erika Kaestle & Patrick McCarthy | 19 tháng 6 năm 2011  | 216         | 4.1                          |
| 42           | 16                 | "Monkey Business"                    | Bob Koherr     | Dan Staley                       | 26 tháng 6 năm 2011  | 214         | 3.0                          |
| 43           | 17                 | "PJ in the City"                     | Bob Koherr     | Drew Vaupen & Phil Baker         | 10 tháng 7 năm 2011  | 219         | 3.5                          |
| 44           | 18                 | "Sun Show" (Part 1)                  | Bob Koherr     | Christopher Vane                 | 24 tháng 7 năm 2011  | 221         | 4.9                          |
| 45           | 19                 | "Sun Show" (Part 2)                  | Bob Koherr     | Erika Kaestle & Patrick McCarthy | 31 tháng 7 năm 2011  | 222         | 4.1                          |
| 46           | 20                 | "Amazing Gracie"                     | Bob Koherr     | Jim Gerkin                       | 7 tháng 8 năm 2011   | 217         | 3.8                          |
| 47           | 21                 | "Termite Queen"                      | Bob Koherr     | Dan Staley                       | 21 tháng 8 năm 2011  | 220         | 3.4                          |
| 48           | 22                 | "The Bob Duncan Experience"          | Bob Koherr     | Samantha Silver                  | 28 tháng 8 năm 2011  | 218         | 3.1                          |
| 49           | 23                 | "Ditch Day"                          | Phill Lewis    | Christopher Vane                 | 11 tháng 9 năm 2011  | 225         | 3.2                          |
| 50           | 24                 | "Alley Oops"                         | Tommy Thompson | Jim Gerkin                       | 25 tháng 9 năm 2011  | 223         | 3.0                          |
| 51           | 25                 | "Scary Had a Little Lamb"            | Shannon Flynn  | Phil Baker & Drew Vaupen         | 9 tháng 10 năm 2011  | 224         | 4.5                          |
| 52           | 26                 | "Return to Super Adventure Land"     | Bob Koherr     | Erika Kaestle & Patrick McCarthy | 23 tháng 10 năm 2011 | 227         | 3.3                          |
| 53           | 27                 | "Can You Keep a Secret?"             | Bob Koherr     | Phil Baker & Drew Vaupen         | 6 tháng 11 năm 2011  | 230         | 4.6                          |
| 54           | 28                 | "Story Time"                         | Phill Lewis    | Aaron Ho                         | 13 tháng 11 năm 2011 | 226         | 3.1                          |
| 55           | 29                 | "It's a Charlie Duncan Thanksgiving" | Bob Koherr     | Jim Gerkin                       | 20 tháng 11 năm 2011 | 228         | 4.1                          |
| 56           | 30                 | "Teddy on Ice"                       | Bob Koherr     | Dan Staley                       | 27 tháng 11 năm 2011 | 229         | 4.0                          |

### Điện ảnh (2011)
| Tựa đề                             | Đạo diễn       | Kịch bản     | Ngày phát sóng      | Người xem tại Mỹ (triệu) |
| ---------------------------------- | -------------- | ------------ | ------------------- | ------------------------ |
| Good Luck Charlie, It's Christmas! | Arlene Sanford | Geoff Rodkey | 2 tháng 12 năm 2011 | 6.9                      |

### Mùa 3 (2012–13)
| TT. tổng thể | TT. trong mùa phim | Tiêu đề                 | Đạo diễn          | Biên kịch                             | Ngày phát hành gốc   | Mã sản xuất | Người xem tại tại Mỹ (triệu) |
| ------------ | ------------------ | ----------------------- | ----------------- | ------------------------------------- | -------------------- | ----------- | ---------------------------- |
| 57           | 1                  | "Make Room for Baby"    | Bob Koherr        | Phil Baker & Drew Vaupen              | 6 tháng 5 năm 2012   | 301         | 4.0                          |
| 58           | 2                  | "Bad Luck Teddy"        | Bob Koherr        | Christopher Vane                      | 6 tháng 5 năm 2012   | 302         | 4.3                          |
| 59           | 3                  | "Amy Needs a Shower"    | Bob Koherr        | Erika Kaestle & Patrick McCarthy      | 13 tháng 5 năm 2012  | 303         | 3.0                          |
| 60           | 4                  | "Dress Mess"            | Bob Koherr        | Jim Gerkin                            | 13 tháng 5 năm 2012  | 304         | 3.6                          |
| 61           | 5                  | "Catch Me if You Can"   | Bob Koherr        | Christopher Vane                      | 20 tháng 5 năm 2012  | 307         | 2.5                          |
| 62           | 6                  | "Name That Baby"        | Phill Lewis       | Erika Kaestle & Patrick McCarthy      | 15 tháng 6 năm 2012  | 308         | 3.6                          |
| 63           | 7                  | "Special Delivery"      | Bob Koherr        | Dan Staley & Drew Vaupen & Phil Baker | 24 tháng 6 năm 2012  | 305–306     | 7.5                          |
| 64           | 8                  | "Welcome Home"          | Phill Lewis       | Jim Gerkin                            | 1 tháng 7 năm 2012   | 309         | 4.0                          |
| 65           | 9                  | "Baby's First Vacation" | Shannon Flynn     | Dan Staley                            | 15 tháng 7 năm 2012  | 310         | 3.6                          |
| 66           | 10                 | "Wentz's Weather Girls" | Eric Allan Kramer | Phil Baker & Drew Vaupen              | 29 tháng 7 năm 2012  | 311         | 3.0                          |
| 67           | 11                 | "Baby Steps"            | Bob Koherr        | Tom Anderson                          | 12 tháng 8 năm 2012  | 312         | 3.7                          |
| 68           | 12                 | "T. Wrecks"             | Tommy Thompson    | Daniel Hsia                           | 26 tháng 8 năm 2012  | 313         | 3.6                          |
| 69           | 13                 | "Teddy and the Bambino" | Bob Koherr        | Christopher Vane                      | 16 tháng 9 năm 2012  | 314         | 3.7                          |
| 70           | 14                 | "Team Mom"              | Bob Koherr        | Erika Kaestle & Patrick McCarthy      | 23 tháng 9 năm 2012  | 315         | 3.6                          |
| 71           | 15                 | "Le Halloween"          | Bob Koherr        | Dan Staley                            | 7 tháng 10 năm 2012  | 318         | 4.2                          |
| 72           | 16                 | "Guys & Dolls"          | Bob Koherr        | Jim Gerkin                            | 14 tháng 10 năm 2012 | 316         | 3.7                          |
| 73           | 17                 | "Nurse Blankenhooper"   | Bob Koherr        | Phil Baker & Drew Vaupen              | 28 tháng 10 năm 2012 | 317         | 3.5                          |
| 74           | 18                 | "Charlie Whisperer"     | Leigh-Allyn Baker | Jonah Kuehner & Bo Belanger           | 4 tháng 11 năm 2012  | 319         | 3.3                          |
| 75           | 19                 | "Study Buddy"           | Tommy Thompson    | Erika Kaestle & Patrick McCarthy      | 11 tháng 11 năm 2012 | 321         | 2.7                          |
| 76           | 20                 | "A Duncan Christmas"    | Bob Koherr        | Christopher Vane                      | 2 tháng 12 năm 2012  | 320         | 4.2                          |
| 77           | 21                 | "All Fall Down"         | Bob Koherr        | Dan Staley & Drew Vaupen & Phil Baker | 20 tháng 1 năm 2013  | 322–323     | 4.2                          |

### Mùa 4 (2013–14)
| TT. tổng thể | TT. trong mùa phim | Tiêu đề                           | Đạo diễn                    | Biên kịch                                                            | Ngày phát hành gốc   | Mã sản xuất | Người xem tại tại Mỹ (triệu) |
| ------------ | ------------------ | --------------------------------- | --------------------------- | -------------------------------------------------------------------- | -------------------- | ----------- | ---------------------------- |
| 78           | 1                  | "Duncan Dream House"              | Bob Koherr                  | Phil Baker & Drew Vaupen                                             | 28 tháng 4 năm 2013  | 401         | 3.9                          |
| 79           | 2                  | "Doppel Date"                     | Bob Koherr                  | Erika Kaestle & Patrick McCarthy                                     | 5 tháng 5 năm 2013   | 402         | 3.7                          |
| 80           | 3                  | "Demolition Dabney"               | Bob Koherr                  | Christopher Vane                                                     | 12 tháng 5 năm 2013  | 403         | 2.8                          |
| 81           | 4                  | "Go Teddy!"                       | Bob Koherr                  | Jim Gerkin                                                           | 19 tháng 5 năm 2013  | 404         | 2.7                          |
| 82           | 5                  | "Rock Enroll"                     | Bob Koherr                  | Drew Vaupen & Phil Baker                                             | 2 tháng 6 năm 2013   | 405         | 3.2                          |
| 83           | 6                  | "The Unusual Suspects"            | Tommy Thompson              | Tom Anderson                                                         | 8 tháng 6 năm 2013   | 406         | 1.9                          |
| 84           | 7                  | "Rat-A-Teddy"                     | Eric Allan Kramer           | Erika Kaestle & Patrick McCarthy                                     | 23 tháng 6 năm 2013  | 407         | 3.4                          |
| 85           | 8                  | "Charlie 4, Toby 1"               | Bruce Leddy                 | Annie Levine & Jonathan Emerson                                      | 14 tháng 7 năm 2013  | 409         | 2.9                          |
| 86           | 9                  | "Futuredrama"                     | Bruce Leddy                 | Erika Kaestle & Patrick McCarthy                                     | 28 tháng 7 năm 2013  | 414         | 3.4                          |
| 87           | 10                 | "Teddy's New Beau"                | Bruce Leddy                 | Christopher Vane                                                     | 4 tháng 8 năm 2013   | 410         | 2.7                          |
| 88           | 11                 | "Teddy's Choice"                  | Bob Koherr                  | Jim Gerkin                                                           | 11 tháng 8 năm 2013  | 411         | 3.2                          |
| 89           | 12                 | "Bug Prom"                        | Bob Koherr                  | Phil Baker & Drew Vaupen                                             | 15 tháng 9 năm 2013  | 412         | 3.3                          |
| 90           | 13                 | "Weekend in Vegas"                | Phill Lewis                 | Jim Gerkin                                                           | 22 tháng 9 năm 2013  | 416         | 2.8                          |
| 91           | 14                 | "Fright Night"                    | Bob Koherr                  | Christopher Vane                                                     | 6 tháng 10 năm 2013  | 415         | 3.3                          |
| 92           | 15                 | "Sister, Sister"                  | Bob Koherr                  | Dan Staley                                                           | 13 tháng 10 năm 2013 | 408         | 3.1                          |
| 93           | 16                 | "Bob's Beau-Be-Gone"              | Leigh-Allyn Baker           | Tom Anderson                                                         | 10 tháng 11 năm 2013 | 413         | 3.2                          |
| 94           | 17                 | "Good Luck Jessie: NYC Christmas" | Phill Lewis và Rich Correll | Bo Belanger & Jonah Kuehner and Valerie Ahern & Christian McLaughlin | 29 tháng 11 năm 2013 | 418         | 5.8                          |
| 95           | 18                 | "Accepted"                        | Bob Koherr                  | Gigi M. Green                                                        | 19 tháng 1 năm 2014  | 417         | 2.9                          |
| 96           | 19                 | "Down a Tree"                     | Erika Kaestle               | Dan Staley                                                           | 26 tháng 1 năm 2014  | 419         | 2.5                          |
| 97           | 20                 | "Good Bye Charlie"                | Bob Koherr                  | Phil Baker & Drew Vaupen & Dan Staley                                | 16 tháng 2 năm 2014  | 420–421     | 4.6                          |

## Sản xuất

### Phát triển
—Adam Bonnett, Phó chủ tịch cấp cao phụ trách kế hoạch gốc của Disney phát biểu.
Good Luck Charlie được sáng tạo bởi Phil Baker và Drew Vaupen, họ đã viết kịch bản cùng nhau từ năm 1993 cho các chương trình từ Suely Susan đến Sonny with a Chance. Cặp đôi mong muốn tạo ra một bộ phim thu hút cả gia đình chứ không chỉ đơn giản kể về trẻ em. Lấy cảm hứng từ sự thành công của những series phát lại như Full House và George Lopez với khán giả trẻ, Vaupen và Baker chuyển sang dự án sitcom. Trong một cuộc phỏng vấn, Vaupen cho biết: "Chúng tôi muốn thực hiện tác phẩm về mái ấm, mang lại loạt phim hài kịch tình huống ngôi nhà và nói về một gia đình thực sự, không phải phù thủy, không ai là ngôi sao nhạc pop, chẳng ai sở hữu chương trình truyền hình riêng", ông đang đề cập đến nội dung trong những series khác của Disney như Wizards of Waverly Place, Hannah Montana và Sonny with a Chance. Biên kịch kỳ cựu Dan Staley sau đó đã tham gia đội ngũ làm phim với tư cách là nhà sản xuất điều hành. Gary Marsh của Disney cho biết "bởi vì hầu hết các mạng truyền hình đều từ bỏ sitcom truyền thống, Disney đã có thể thu hút rất nhiều tài năng sở hữu kinh nghiệm đứng sau máy quay, bao gồm cả nhà sản xuất điều hành như Dan Staley..."
Bộ phim được công bố rộng rãi vào tháng 7 năm 2009 với một thông cáo báo chí đặt hàng mùa đầu tiên cũng như dàn diễn viên chính.
Good Luck Charlie lấy gia đình Duncan đến từ Denver, Colorado làm trung tâm, đội ngũ thực hiện phim đã khéo léo sáng tạo tình tiết nhằm thu hút rộng rãi mọi đối tượng. Mặc dù series vẫn tường thuật chủ yếu qua lăng kính của những đứa trẻ, thế nhưng cha mẹ chúng (Amy và Bob) cũng không bị cho ra rìa, các nhà biên kịch cố gắng thêm những tình tiết để người trưởng thành có thể liên tưởng đến. Chẳng hạn như trong một cảnh ở tập thử nghiệm, Amy thú nhận với Bob rằng cô bị choáng ngợp với việc lại phải trở thành bà mẹ mới đi làm. “Cô ấy không chắc mình có thể thực hiện được điều này hay không" Bonnet nói, "Và chỉ diễn cảnh đó theo cách chúng tôi đã làm, một phân đoạn rất thật giữa vợ và chồng, điều này khiến chương trình trở nên khác biệt". Bên cạnh đó, đoàn phim cũng cố gắng lồng ghép vào những câu chuyện cười dành cho người lớn trong khi vẫn đủ trong sáng cho khán giả nhỏ tuổi của họ. Không giống như hầu hết các loạt phim Disney Channel trước đây như Sonny with a Chance, Hannah Montana hay Cory in the House, cả hai bậc sinh thành đều xuất hiện trong gia đình Duncan. "Có cảm giác đây là thời điểm thích hợp để tổ chức một chương trình bao gồm cả những ông bố bà mẹ nhằm vạch trần chuyện hoang đường rằng Disney không bao giờ có mẹ trên màn ảnh". Adam Bonnett, phó chủ tịch cấp cao phụ trách kế hoạch gốc của kênh Disney Channel cho biết: "Bởi vì nó là một huyền thoại".
Do loạt phim về những kẻ giàu có và nổi tiếng có thể khiến người xem xa lánh trong nền kinh tế gặp khó khăn, vậy nên gia đình Duncan được xem là tầng lớp trung lưu, không sang cũng chẳng nghèo. Theo Gary Marsh, Chủ tịch Giải trí Disney Channel Toàn cầu nhận định: "Những gì chúng tôi muốn thực hiện là thừa nhận thực tế về thời đại chúng ta đang sống, đó là nơi mà cha mẹ đi làm, những đứa trẻ được kỳ vọng sẽ giúp đỡ việc nhà theo cách mang lại ý nghĩa. Các vấn đề trong đời sống thực luôn xảy ra. Mọi người không sống theo kiểu 'The Life of Riley' mọi lúc." Mở rộng sức hấp dẫn của Disney Channel là một mối quan tâm khi chọn tên các nhân vật và đề tựa chương trình. "Bạn muốn có một tiêu đề nói rằng, A. đây là một bộ phim sitcom và B. đây là thứ sẽ thu hút nhóm nhân khẩu học chính nhưng chúng tôi cũng đang cố gắng mở rộng thương hiệu Disney vượt ra ngoài phạm vi các cô gái", Vaupen nhận xét. Tên gọi bộ phim ban đầu là "Love, Teddy", đây chính cụm từ Teddy Duncan đã sử dụng để kết thúc mục nhật ký video của cô trong quá trình phát triển. Tuy nhiên, "Love, Teddy ngay lập tức cảm thấy ủy mị và gần như loại trừ các cậu bé", Vaupen cho biết. "Chúng tôi cũng không muốn có từ 'Baby' trong tiêu đề vì điều đó sẽ bỏ sót một số cá nhân nhất định". Ngoài ra, "Daisy" là cái tên đầu tiên được đặt cho đứa bé nhà Duncan, thế nhưng các nhà sản xuất quyết định chuyển sang "Charlie" vì nó khá nam tính và sẽ thu hút nhiều bé trai đến với loạt phim.

### Tuyển vai

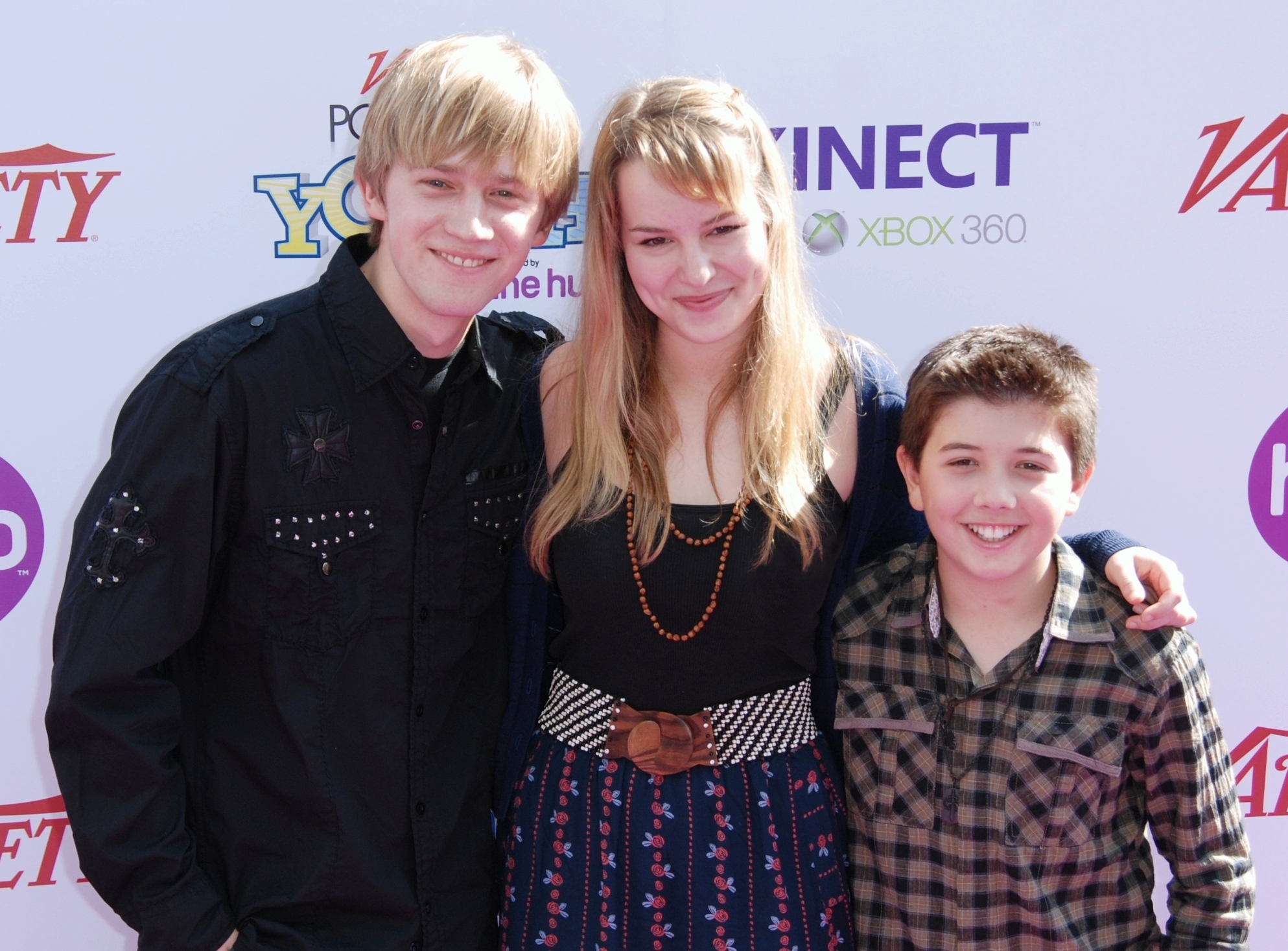
Jason Dolley, Bridgit Mendler và Bradley Steven Perry vào tháng 10 năm 2010.

Good Luck Charlie tập trung vào phát triển nhân vật, "các diễn viên không chỉ gánh vác chương trình mà họ còn phải có phản ứng hóa học "hoàn hảo" với nhau để khiến cho gia đình năng nổ trở nên đáng tin cậy". Bonnet cho biết các giám đốc điều hành của Disney Channel "phải lòng" Bridgit Mendler, người vào vai Teddy Duncan thời niên thiếu, Bonnet phát biểu: "Cô ấy có tất cả tố chất của một ngôi sao Disney". Trước đó Mendler đã casting Sonny with a Chance và các nhà điều hành mạng lưới muốn tìm một vai cho cô. Lần đầu tiên nữ diễn viên nghe nói về Good Luck Charlie là vào cuối tháng 11 năm 2008. Sau hàng loạt các vòng thử vai, cuối cùng cô cũng được tuyển trong tháng 1 năm 2009. Mendler và Jason Dolley - diễn viên hóa thân thành PJ, anh trai của Teddy - đã tham gia vào dàn nhân vật chính trong phim điện ảnh và truyền hình của Disney Channel trước khi cả hai góp mặt chung trong dự án này. Mendler xuất hiện định kỳ ở Wizards of Waverly Place và Dolley thuộc tuyến vai trọng điểm của Cory in the House. Brian Lowry đến từ tạp chí Variety nói rằng sự nghiệp của họ "[phản ánh] sở trường của Disney Channel trong việc xác định những diễn viên trẻ và đưa họ từ dự án này sang dự án khác, theo cách gợi nhớ đến hệ thống trường quay cũ". PJ ban đầu được gọi là Casey.
Cả Eric Allan Kramer (vai Bob Duncan) và Leigh-Allyn Baker (vai Amy Duncan) cũng từng là khách mời trong các chương trình Disney Channel trước đó và xuất hiện trong bộ phim My Name Is Earl của NBC, đây chính là nhà đài mà Erika Kaestle và Patrick McCarthy của dự án từng giữ chức vụ biên kịch kiêm giám sát sản xuất. Baker và Kramer đều tham gia cùng một tập trong series Will & Grace mang tên "Sour Balls". Trả lời  cuộc phỏng vấn, Baker cho biết Disney đã "tán tỉnh [cô] một thời gian để nhập vai người mẹ", nhưng cô thấy mình vẫn còn quá trẻ. "Tôi cảm giác như kiểu, bạn biết không? Khi hoàn thành công việc này, tôi thực sự sẽ ở độ tuổi mà mọi người nghĩ rằng tôi có thể đóng vai được giao". Vào thời điểm casting, Baker đã làm mẹ, cô mang thai được 9 tháng.
Giống như hầu hết loạt phim có diễn viên nhí, các nhà sản xuất Good Luck Charlie ban đầu dự định để cặp song sinh giống hệt nhau đóng vai Charlie Duncan, nhân vật chính và đứa con mới chào đời của gia đình Duncan. Thuê hai em bé sẽ cho phép ngày làm việc dài hơn mà không vi phạm luật lao động trẻ em cũng như khả năng thay thế đứa này cho đứa kia nếu xảy ra sự cố. Tuy nhiên, đội ngũ lại không thành công trong việc tìm kiếm cặp sinh đôi thích hợp và cuối cùng quyết định chọn Mia Talerico. Marsh nói rằng việc Talerico mới mười tháng tuổi vào thời điểm bé được tuyển cho vai diễn là rủi ro cao nhất của họ khi tạo ra bộ phim: "Giống như làm việc mà không có kế hoạch dự phòng. Bé có thể gặp một ngày tồi tệ và đoàn phim không thể quay, để rồi tiêu tốn của chúng tôi hàng chục nghìn đô la. Nhưng cho đến nay mọi thứ vẫn tốt đẹp. Talerico là diễn viên ngoan ngoãn nhất mà tôi từng làm việc cùng". Vai Toby đã được chọn cho mùa thứ tư qua sự thể hiện của Logan Moreau.

### Quay phim

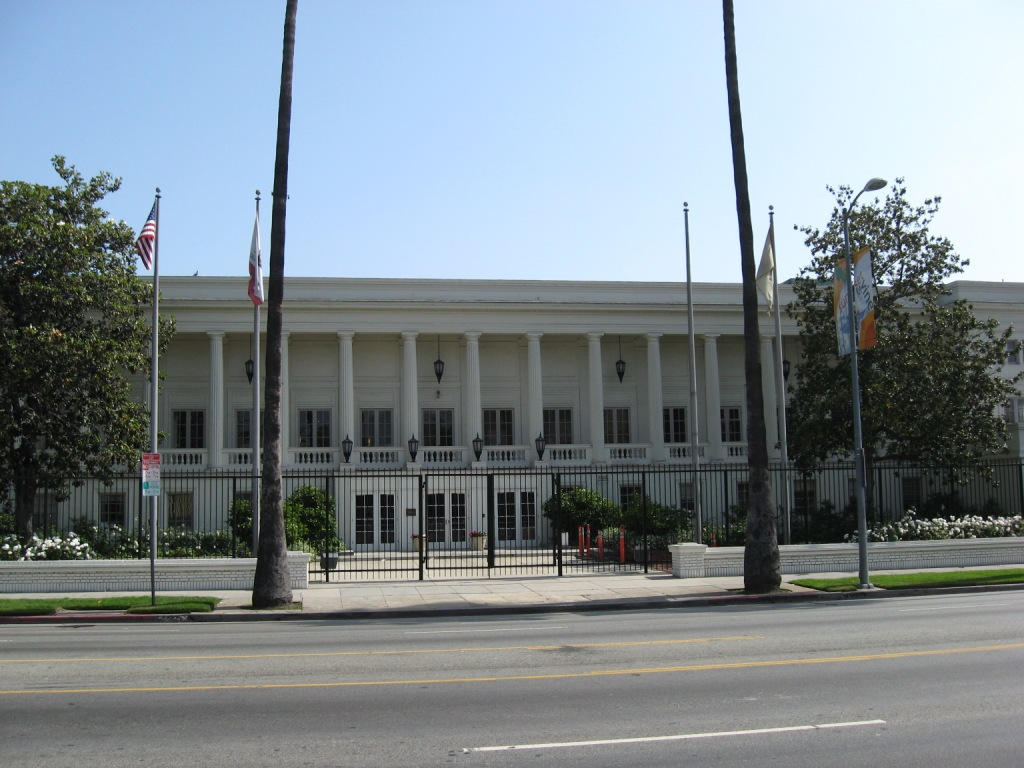
Xưởng phim Old Warner Brothers trên Đại lộ Sunset ở Hollywood là nơi ghi hình phần đầu của loạt phim.

Tập thí điểm của Good Luck Charlie mang tên "Study Date" quay vào tháng 2 năm 2009 tại hãng phim Sunset Bronson (nơi ghi hình Hannah Montana) và series ngay lập tức được chọn vào cuối năm đó. Quá trình sản xuất diễn ra tại Los Angeles mặc dù tác phẩm lấy bối cảnh ở Denver, Colorado. Ngôi nhà của gia đình Duncan xuất hiện trong bộ phim thuộc vùng Pasadena, California. Đến mùa thứ hai, dự án tiếp tục ghi hình tại Los Angeles Center Studios (cùng địa điểm với Shake It Up sau này). Chương trình diễn ra theo lịch trình hàng tuần. Kịch bản cho tập mới được đưa vào đầu tuần trước khi đọc qua, thứ Tư sẽ diễn tập, cốt truyện cuối hoàn thành trong ngày thứ Năm và bộ phim ghi hình trước khán giả trường quay vào tối thứ Sáu. Theo Mendler, đôi khi "các tập phim quá lớn để xử lý với khán giả trực tiếp [và] được quay mà không có người xem, nhưng hầu hết là trực tiếp".
Đội ngũ bộ phim đã làm mới phần hai vào tháng 7 năm 2010, ba tháng sau khi công chiếu. Nhà đài đặt hàng mùa ba vào tháng 8 năm 2011. Đến tháng 6 năm 2013, Disney Channel ra thông báo loạt phim sẽ chính thức kết thúc sau bốn mùa. Tập cuối phát sóng vào ngày 16 tháng 2 năm 2014 với thời lượng lên đến một giờ.

## Đón nhận
Good Luck Charlie nhận về nhiều đánh giá tích cực từ các nhà phê bình. Robert Lloyd của The Los Angeles Times đã mô tả đây là một "sitcom chuyên nghiệp từ các chuyên gia sitcom" với trò đùa hiệu quả và các nhân vật hài kịch điển hình cũng như những tình huống "được sắp xếp có chủ ý". Tuy nhiên, Lloyd ca ngợi loạt phim vì đã mang đến "bức tranh mới lạ theo ngữ cảnh về một cô gái tuổi teen chăm sóc em gái mình với nỗi thờ ơ đầy thuyết phục và sự thoải mái thiết thực vượt quá cả bộ phim hài căng thẳng bao quanh nó". Neal Justin của tờ Star Tribune cho biết "giọng cười được thu âm lại và trò hề nặng nề trong sitcom này" chẳng có đặc trưng nào khác để bù đắp ngoài việc "giúp đứa trẻ 11 tuổi của bạn điềm tĩnh trong nửa giờ". Rob Owen đến từ nhật báo Pittsburgh Post-Gazette nhận định Good Luck Charlie sẽ hấp dẫn trẻ em chứ không phải người lớn và viết: "Các bậc cha mẹ đã từng xem loại chương trình tương tự được thực hiện trước đây và hay hơn trong chuỗi TGIF từ kỷ nguyên 1980 của đài ABC". Ngược lại, cây bút Brian Lowry tác nghiệp tại tạp chí Variety cho rằng tác phẩm là "một sự trở lại mới mẻ đáng ngạc nhiên đối với các bộ phim sitcom kiểu "TGIF" của ABC". Anh nhận xét mặc dù loạt phim không "vượt quá ranh giới của sitcom", nhưng nó "sống động" và "được xử lý dễ chịu".
Vào ngày 20 tháng 6 năm 2013, Disney Channel thông báo tập 19  "Down a Tree" nằm trong phần cuối sẽ xuất hiện một cặp đồng tính nữ đã kết hôn, giúp Good Luck Charlie trở thành loạt phim đầu tiên của Disney chấp nhận đưa vấn đề nhạy cảm này lên màn ảnh tại thời điểm đó. Tổ chức nhân quyền LGBT GLAAD cũng như nữ diễn viên Miley Cyrus và Evan Rachel Wood đã bày tỏ sự ủng hộ, đồng thời ca ngợi Disney vì đã dũng cảm đưa hai nhân vật này vào. Ngược lại, bộ phận One Million Moms của Hiệp hội Gia đình Hoa Kỳ không vui trước tin trên, họ phản đối và yêu cầu Disney không được chiếu tập phim. Trong một cuộc phỏng vấn với TV Guide, người phát ngôn của Disney Channel ra tuyên bố "Down a Tree... được phát triển để phù hợp với trẻ em và gia đình trên khắp thế giới, đồng thời phản ánh các chủ đề về sự đa dạng và hòa nhập." Bất chấp xung quanh những tranh cãi, Disney vẫn quyết định phát sóng tập phim theo kế hoạch vào ngày 26 tháng 1 năm 2014.

### Lượt xem
Buổi công chiếu đầu tiên của Good Luck Charlie sở hữu 4.7 triệu người xem, con số này giúp tác phẩm trở thành bộ phim có tỷ suất lượt theo dõi cao nhất trong series gốc của Disney Channel kể từ The Suite Life on Deck năm 2008 và là chương trình truyền hình cáp có tỷ suất lượt xem cao nhất trong tuần. Tạp chí tin tức Maclean's báo cáo về tổng thể, mùa đầu tiên ""đã và đang làm tốt như các chương trình thành công hơn của Disney – The Suite Life, v.v.".
Đến ngày 24 tháng 6 năm 2012, "Special Delivery" trở thành tập được xem nhiều nhất từ trước đến nay của Good Luck Charlie khi thu hút 7.48 triệu, vượt qua "Snow Show" (Phần 1 - 7.24 triệu), "Good Luck Jessie: NYC Christmas" (5.8 triệu) và tập thử nghiệm "Study Date" (4.68 triệu). Tổng kết cuối phim, "Special Delivery" vẫn xếp đầu bảng với 7.5 triệu và "The Unusual Suspects" là tập kém khán giả nhất khi chỉ có 1.9 triệu lượt theo dõi . Tương tự, "Special Delivery" tiếp tục giữ vững vị trí ở Vương quốc Anh và Ireland với 602.000 người xem khi phát sóng vào ngày 12 tháng 10 năm 2012.

### Giải thưởng
| Giải thưởng                                 | Năm  | Hạng mục                                                                                               | Người nhận                                | Kết quả   | Ref.            |
| ------------------------------------------- | ---- | --- | ----------------------------------------- | --------- | --------------- |
| Giải Artios                                 | 2013 | Thành Tích Xuất Sắc Trong Tuyển Vai - Phim Thiếu Nhi                                                   | Sally Stiner, Barbie Block                | Đề cử     | [ 135 ]         |
| Giải Artios                                 | 2015 | Thành Tích Xuất Sắc Trong Tuyển Vai - Thí Điểm Thiếu Nhi Và Series (Live Action)                       | Sally Stiner, Barbie Block                | Đoạt giải | [ 136 ]         |
| Giải ASTRA                                  | 2011 | Chương Trình Quốc Tế Yêu Thích                                                                         | Good Luck Charlie                         | Đề cử     | [ 137 ] [ 138 ] |
| Giải Dành Cho Trẻ Em Của Học Viện Anh       | 2011 | Bình Chọn BAFTA Trẻ Em: TV                                                                             | Good Luck Charlie                         | Đoạt giải | [ 3 ]           |
| Giải Dành Cho Trẻ Em Của Học Viện Anh       | 2012 | Bình Chọn BAFTA Trẻ Em: TV                                                                             | Good Luck Charlie                         | Đoạt giải | [ 4 ]           |
| Giải Dành Cho Trẻ Em Của Học Viện Anh       | 2013 | Bình Chọn BAFTA Trẻ Em: TV                                                                             | Good Luck Charlie                         | Đề cử     | [ 5 ]           |
| Giải Truyền Thông GLAAD                     | 2015 | Tập Phim Cá Nhân Xuất Sắc (Trong Series Không Có Nhân Vật LGBT Thông Thường)                           | Good Luck Charlie (cho tập "Down a Tree") | Đề cử     | [ 139 ]         |
| Giải Truyền Hình Thanh Thiếu Niên Hollywood | 2010 | Bình Chọn Nam Diễn Viên Tuổi Teen: Hài Kịch                                                            | Jason Dolley                              | Đề cử     | [ 140 ]         |
| Giải Truyền Hình Thanh Thiếu Niên Hollywood | 2010 | Bình Chọn Chương Trình Tuổi Teen: Hài Kịch                                                             | Good Luck Charlie                         | Đề cử     | [ 140 ]         |
| Giải Sự Lựa Chọn Của Trẻ Em                 | 2012 | Chương Trình Truyền Hình Yêu Thích                                                                     | Good Luck Charlie                         | Đề cử     | [ 141 ] [ 142 ] |
| Giải Sự Lựa Chọn Của Trẻ Em                 | 2012 | Nữ Diễn Viên Truyền Hình Yêu Thích                                                                     | Bridgit Mendler                           | Đề cử     | [ 141 ] [ 142 ] |
| Giải Sự Lựa Chọn Của Trẻ Em                 | 2013 | Chương Trình Truyền Hình Yêu Thích                                                                     | Good Luck Charlie                         | Đề cử     | [ 143 ] [ 144 ] |
| Giải Sự Lựa Chọn Của Trẻ Em                 | 2013 | Nữ Diễn Viên Truyền Hình Yêu Thích                                                                     | Bridgit Mendler                           | Đề cử     | [ 143 ] [ 144 ] |
| Giải Sự Lựa Chọn Của Trẻ Em                 | 2014 | Chương Trình Truyền Hình Yêu Thích                                                                     | Good Luck Charlie                         | Đề cử     | [ 145 ] [ 146 ] |
| Giải Sự Lựa Chọn Của Trẻ Em                 | 2014 | Nữ Diễn Viên Truyền Hình Yêu Thích                                                                     | Bridgit Mendler                           | Đề cử     | [ 145 ] [ 146 ] |
| Giải Emmy Giờ Vàng                          | 2012 | Chương Trình Thiếu Nhi Xuất Sắc                                                                        | Good Luck Charlie                         | Đề cử     | [ 147 ] [ 2 ]   |
| Giải Emmy Giờ Vàng                          | 2013 | Chương Trình Thiếu Nhi Xuất Sắc                                                                        | Good Luck Charlie                         | Đề cử     | [ 147 ] [ 2 ]   |
| Giải Emmy Giờ Vàng                          | 2014 | Chương Trình Thiếu Nhi Xuất Sắc                                                                        | Good Luck Charlie                         | Đề cử     | [ 147 ] [ 2 ]   |
| Giải Hiệp Hội Các Nhà Sản Xuất Hoa Kỳ       | 2013 | Chương Trình Thiếu Nhi Xuất Sắc                                                                        | Good Luck Charlie                         | Đề cử     | [ 148 ] [ 149 ] |
| Giải Sự Lựa Chọn Thanh Thiếu Niên           | 2010 | Bình Chọn Truyền Hình: Ngôi Sao Nữ Đột Phá                                                             | Bridgit Mendler                           | Đề cử     | [ 150 ] [ 151 ] |
| Giải Sự Lựa Chọn Thanh Thiếu Niên           | 2013 | Bình Chọn Nữ Diễn Viên Truyền Hình: Hài Kịch                                                           | Bridgit Mendler                           | Đề cử     | [ 152 ] [ 153 ] |
| Giải Nghệ Sĩ Trẻ                            | 2011 | Màn Trình Diễn Xuất Sắc Nhất Trong Phim Truyền Hình (Hài Kịch Hoặc Chính Kịch) – Nam Diễn Viên Nhí Phụ | Bradley Steven Perry                      | Đề cử     | [ 154 ]         |
| Giải Nghệ Sĩ Trẻ                            | 2011 | Màn Trình Diễn Xuất Sắc Nhất Trong Phim Truyền Hình – Nam Diễn Viên Nhí Khách Mời Từ 10 Tuổi Trở Xuống | Tucker Albrizzi                           | Đoạt giải | [ 154 ]         |
| Giải Nghệ Sĩ Trẻ                            | 2011 | Màn Trình Diễn Xuất Sắc Nhất Trong Phim Truyền Hình – Nữ Diễn Viên Nhí Khách Mời Từ 11–15 Tuổi         | Ryan Newman                               | Đề cử     | [ 154 ]         |
| Giải Nghệ Sĩ Trẻ                            | 2012 | Màn Trình Diễn Xuất Sắc Nhất Trong Phim Truyền Hình – Nam Diễn Viên Nhí Phụ                            | Bradley Steven Perry                      | Đề cử     | [ 155 ]         |
| Giải Nghệ Sĩ Trẻ                            | 2012 | Màn Trình Diễn Xuất Sắc Nhất Trong Phim Truyền Hình – Nam Diễn Viên Nhí Khách Mời Từ 8–21 Tuổi         | Booboo Stewart                            | Đề cử     | [ 155 ]         |
| Giải Nghệ Sĩ Trẻ                            | 2013 | Màn Trình Diễn Xuất Sắc Nhất Trong Phim Truyền Hình – Nữ Diễn Viên Nhí Khách Mời Từ 14–16 Tuổi         | Isabella Palmieri                         | Đoạt giải | [ 156 ]         |
| Giải Nghệ Sĩ Trẻ                            | 2013 | Màn Trình Diễn Xuất Sắc Nhất Trong Phim Truyền Hình – Nữ Diễn Viên Nhí Khách Mời Từ 10 Tuổi Trở Xuống  | Gianna Gomez                              | Đề cử     | [ 156 ]         |
| Giải Nghệ Sĩ Trẻ                            | 2014 | Diễn Xuất Xuất Sắc Nhất Trong Phim Truyền Hình - Nữ Diễn Viên Nhí Định Kỳ                              | Jaylen Barron                             | Đề cử     | [ 157 ]         |
| Giải Nghệ Sĩ Trẻ                            | 2015 | Diễn Xuất Xuất Sắc Nhất Trong Phim Truyền Hình - Nữ Diễn Viên Nhí Định Kỳ Độ Tuổi 17-21                | Jaylen Barron                             | Đề cử     | [ 158 ]         |
| Giải Nghệ Sĩ Trẻ                            | 2015 | Diễn Xuất Xuất Sắc Nhất Trong Phim Truyền Hình - Nam Diễn Viên Nhí Khách Mời Độ Tuổi 11-14             | Rio Mangini                               | Đoạt giải | [ 158 ]         |

## Giải trí khác

### Điện ảnh
Sau khi nhà đài đặt hàng vào tháng 7 năm 2010, phiên bản điện ảnh về chủ đề giáng sinh của Disney Channel Original Movie mang tên Good Luck Charlie, It's Christmas! bắt đầu sản xuất trong tháng 3 năm 2011. Tác phẩm do Arlene Sanford đạo diễn và Geoff Rodkey viết kịch bản được công chiếu vào ngày 2 tháng 12 năm 2011 trên kênh Disney Channel. Phim theo chân gia đình Duncan trên đường đến nhà bố mẹ Amy Duncan vào dịp giáng sinh.

### Chuyển thể
Phiên bản chuyển thể từ Ấn Độ có tựa đề Best of Luck Nikki ra mắt lần đầu trên Disney Channel India vào ngày 3 tháng 4 năm 2011. Sheena Bajaj đóng vai Dolly Singh (tương tự Teddy Duncan), Ananya Kolvankar thể hiện vai Nikita "Nikki" Singh Nikita (tương tự Charlie) và Gurdeep Kohli hóa thân thành Himani Singh (tương tự Amy Duncan). Loạt phim kéo dài 4 mùa với 104 tập và kết thúc vào ngày 16 tháng 4 năm 2016. Ngoài ra, bản chuyển thể từ chương trình của Pakistan mang tên Peek-A-Boo Shahwaiz cũng được công chiếu lần đầu trên Play Entertainment từ ngày 15 tháng 7 năm 2018.

### Âm nhạc
Mặc dù nhạc nền của chương trình không được phát hành nhưng một số bài hát vẫn đưa vào sản xuất. Chẳng hạn như ca khúc "Hang in There Baby" do Bridgit Mendler thể hiện, được sáng tác bởi Aris Archontis, Jeannie Lurie và Chen Neeman đã ra mắt trên Radio Disney vào ngày 26 tháng 3 năm 2010. Trong tập giáng sinh phần 3 "A Duncan Christmas", series tiếp tục giới thiệu bản "My Song for You" do Mendler và Harper trình bày, bài hát đạt vị trí thứ hai trên bảng xếp hạng Billboard Kid Digital Songs và thứ ba trên Holiday Songs.

### Hội ngộ
Dù bộ phim đã kết thúc từ lâu nhưng dàn diễn viên vẫn tiếp tục duy trì mối quan hệ thân thiết. Họ cùng nhau ăn tối, đi bộ đường dài, du lịch và trò chuyện trong những buổi phỏng vấn riêng. Ngày 21 tháng 7 năm 2019, gần như toàn bộ gia đình Duncan đã đoàn tụ để giúp mừng lễ đính hôn của Bridgit Mendler với vị hôn phu. Đến tháng 5 năm 2020, nhân dịp kỷ niệm 10 năm ra mắt loạt phim, Disney đã mang các ngôi sao tái ngộ trực tuyến qua Zoom do trang tin Entertainment Tonight độc quyền thực hiện, nơi họ cùng trải qua chuyến đi ngược dòng ký ức hồi tưởng về khoảng thời gian tham gia series hài.